# Sophie Bédard
Sophie Bédard, née le 31 mai 1991, est une auteure de bande dessinée québécoise.

## Biographie
Titulaire d'un DEC en graphisme du Cégep du Vieux Montréal, elle publie ses premiers livres au sein de la structure de micro-édition Colosse avant d'être remarquée par les éditions Pow Pow qui lui proposent de publier son webcomic « à ( peu près) mensuel » Glorieux Printemps.
La publication de ces albums est saluée par la presse,,,, le tome 1 est nommé au Grand prix « Bédéis causa » de la ville de Québec et le tome 2 est nommé aux prix Bédélys Québec.

## Publications

### Bande dessinée
- Les petits garçons, Éditions Pow Pow, 2019.
- De concert, collectif avec Jimmy Beaulieu, Vincent Giard et Singeon, La Mauvaise Tête, 2018.
- Glorieux printemps, Éditions Pow Pow :

1. Tome 1, 2012.
2. Tome 2, 2012.
3. Tome 3, 2013.
4. Tome 4, 2014

- Effet secondaire, tome 1: promis juré, auteure Catherine Girard-Audet, illustratrice Sophie Bédard, Éditions Les Malins, 2013.
- Effet secondaire, tome 2: chums interdits, auteure Catherine Girard-Audet, illustratrice Sophie Bédard, Éditions Les Malins, 2014.
- Felixe et la maison qui marchait la nuit, ed La Ville Brûle, 2022 - Sélection jeunesse du Festival d'Angoulême 2023

Album collectif
- René Lévesque — Quelque chose comme un grand homme, à titre de dessinatrice du chapitre 13 : Partie de scrabble entre amoureux (scénario de Marc Tessier), Éditions Moelle Graphik, Québec, 2021.

### Autopublications
- Réflexion personnelle, autopublication, 2018.
- Tout va mieux maintenant, autopublication, 2016.
- Soma, autopublication, 2016.
- Draps contours, avec Vincent Giard, Colosse, 2015.
- Bunker, avec Vincent Giard (dessin et scénario), Colosse, 2013.
- Stie qu'on est pas ben., avec Zviane (dessin et scénario), autopublication, 2012.
- Fatigue, Colosse, 2011.

- Comme les grands, Colosse, 2011.
- L'agence Mysterium.

### Revues
- Les petites marguerites, revue 24 images, numéro 187, 2018[9],[10].
- Dessin de presse, revue Liberté, n° 326, hiver 2020[11].
- Dessin de presse, revue Liberté, n° 325, automne 2019[12].
- Portraits Sandra et Émilie, revue Planches.
- Article, revue Planches, numéro 13, décembre 2017[13].
- Illustation de couverture, revue Planches, numéro 12, septembre 2017[14].
- Article, revue Planches, numéro 7, printemps 2016[15].
- Article, revue Planches, numéro 6, hiver 2016[16].
- Chronique sexologie, revue Planches, numéro 5, automne 2015[17].
- Chronique sexologie, revue Planches, numéro 4, été 2015[18].
- Chronique sexologie, revue Planches, numéro 3, printemps 2015[19].
- Chronique sexologie, revue Planches, numéro 2, hiver 2015[20].
- Chronique sexologie, revue Planches, numéro 1, automne 2014[21],[22].
- Les zinséparables, revue Curium, automne 2014[23],[24].
- Sans titre, Tapage, Étincelles médias, 2012[23].

## Feuilleton en ligne
- De concert, avec Singeon, Jimmy Beaulieu et Vincent Giard, feuilleton collectif de bande dessinée, 2015[25],[26].

## Prix et récompenses
- 2023 :  Finaliste Prix des libraires du Québec catégorie Bande dessinée — Volet adulte Québec au Gala du Prix des libraires pour René Lévesque — Quelque chose comme un grand homme, éditions Moelle graphik[27],[28] ;
- 2022 :  Finaliste Prix Bédélys Québec (meilleur album publié par une maison d’édition québécoise) au gala des Bédélys pour René Lévesque — Quelque chose comme un grand homme, éditions Moelle graphik[29] ;
- 2022 :  Finaliste Prix Bédéis causa — Grand Prix de la Ville de Québec (meilleur album de langue française publié au Québec par un ou des auteur.e.s canadien.ne.s) au gala des Bédéis Causa pour René Lévesque — Quelque chose comme un grand homme, éditions Moelle graphik[30] ;
- 2019 :  Lauréate Prix Bédélys QuébecPrix Bédélys pour Les Petits garçons, éditions Pow Pow.
- 2024 :
- : Sélection au Fauve jeunesse pour Félixe et la maison qui marchait la nuit.
- : Prix Bédéis causa jeunesse pour Félixe et la maison qui marchait la nuit.